# Zasole Bielańskie

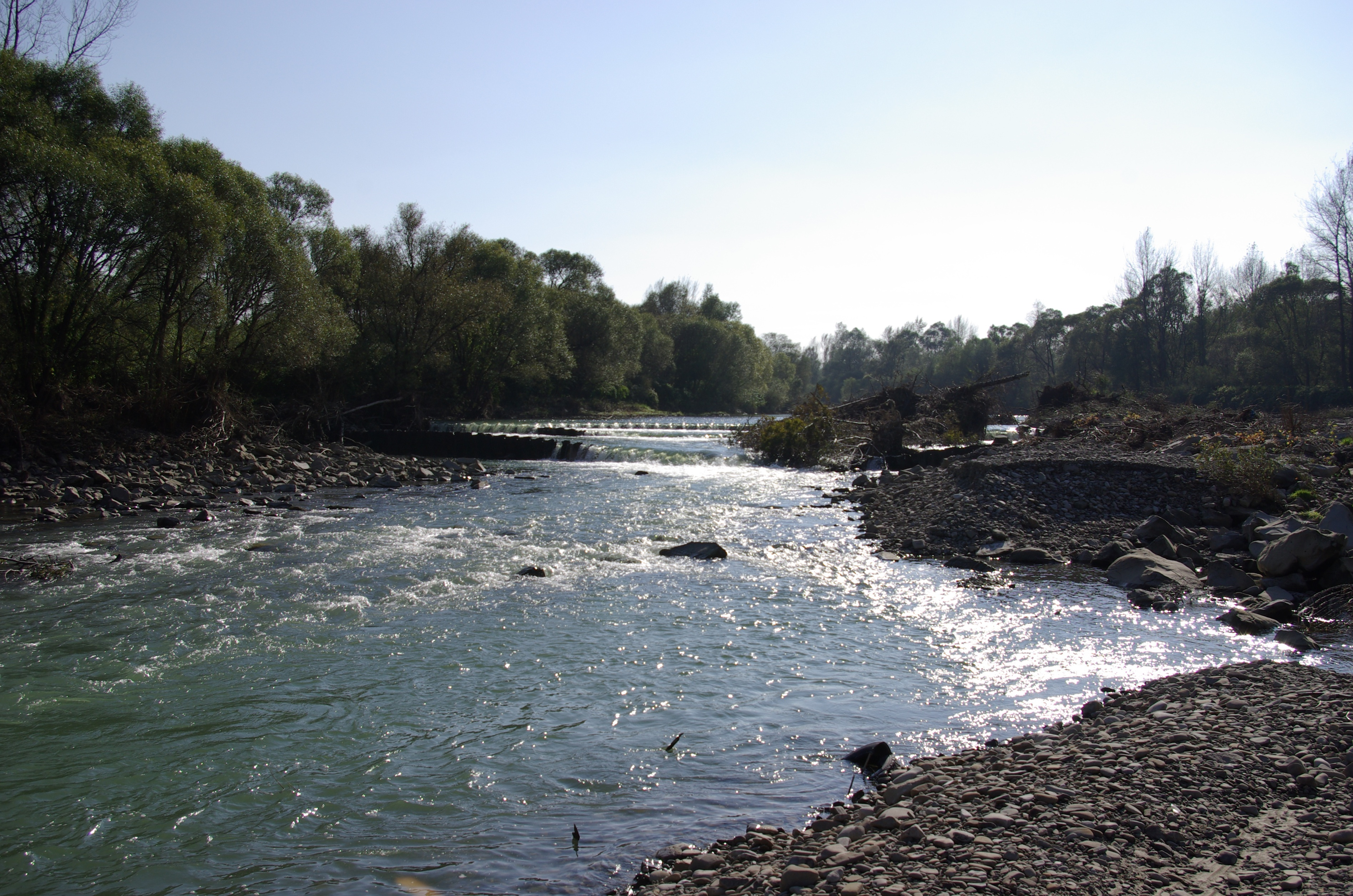
Soła in Zasole Bielańskie

Zasole Bielańskie ist eine Ortschaft mit einem Schulzenamt der Gemeinde Wilamowice im Powiat Bielski der Woiwodschaft Schlesien in Polen.

## Geographie
Zasole Bielańskie liegt am linken Ufer der Soła, etwa 15 km nordöstlich von Bielsko-Biała und 35 km südlich von Katowice im Powiat (Kreis) Bielsko-Biała.
Das Dorf hat eine Fläche von 361,8 ha.
Nachbarorte sind Zasole im Norden, Bielany im Osten, die Stadt Wilamowice im Südwesten sowie Jawiszowice im Westen.

## Geschichte
Bis 1952 war der Ort ein Weiler von Bielany. Der Name bedeutet [die Stelle] hinter Soła ([miejsce] za Sołą), Bielańskie ist ein Adjektiv abgeleitet von Bielany.
Von 1975 bis 1998 gehörte Zasole Bielańskie zur Woiwodschaft Bielsko-Biała.